# Шулешовка
Шулешовка (укр. Шулешівка) — село,
Веселовский сельский совет,
Путивльский район,
Сумская область,
Украина.
Код КОАТУУ — 5923881404. Население по переписи 2001 года составляло 130 человек.

## Географическое положение
Село Шулешовка находится на берегу реки Клевень,
выше по течению на расстоянии в 2,5 км расположено село Веселое,
ниже по течению на расстоянии в 1 км расположено село Вятка.
Вокруг села много ирригационных каналов.

## Экономика
- Свинотоварная ферма.